# مردانگی ۲
مردانگی ۲ (به انگلیسی: Mardaani 2) یک فیلم سینمایی هندی در ژانراکشن محصول سال ۲۰۱۹ میلادی به کارگردانی گوپی پوتران است. این فیلم دنباله فیلم مردانگی (۲۰۱۴) است. تصویربرداری اصلی فیلم در ۲۷ مارس ۲۰۱۹ آغاز شد. این فیلم به‌طور رسمی ۲۷ دسامبر ۲۰۱۹ در هند اکران شد.

## بازیگران
- رانی موکرجی
- ویشال جتوا
- شرتی باپنا به عنوان باتی
- راجش شارما به عنوان امیت شارما
- Tejasvi Singh Ahlawat به عنوان لاتیکا
- پاتریکش رجبات در نقش مونی
- پراسانا کتکار به عنوان سیاستمدار پاندیتجی
- Anurag Sharma به عنوان روزنامه‌نگار کمال پاریار
- سانی هندوجا
- Sumit Nijhawan به عنوان Brij Shekawat
- ریچا مینا به عنوان ساناندا
- ویکرام سینگ چاوهان به عنوان آنوپ
- دیپیکا امین
- Avneet Kaur به عنوان Meera
- پریوا پرانیتی به عنوان آبا پاراهار
- آنچال سریواستوا به عنوان تینا
- سورش آناند به عنوان راوات
- ویشال نات به عنوان پراوین
- ویشال سودارشانور در نقش وینای جیزوال
- جیشو سنگوپتا در نقش دکتر بیکرام روی
- جیرشی شارما

## خلاصه داستان فیلم
اینبار شیوانی شیواجی روی دوباره دست به کار می‌شود تا یک قاتل سریالی که قصدش قتل و تجاوز به دختران جوان می‌باشد را دستگیر کند ولی این قاتل هوش بسیار زیادی نیز دارد و به راحتی نمی‌شود او را به دام انداخت 